# Тафт (Оклахома)
Тафт (енгл. Taft) град је у америчкој савезној држави Оклахома.

## Демографија
По попису из 2010. године број становника је 250, што је 99 (-28,4%) становника мање него 2000. године.
| Група             | 2000.       | 2010.       |
| Белци             | 13 (3,7%)   | 16 (6,4%)   |
| Афроамериканци    | 298 (85,4%) | 205 (82,0%) |
| Азијати           | 0 (0,0%)    | 0 (0,0%)    |
| Хиспаноамериканци | 2 (0,6%)    | 12 (4,8%)   |
| Укупно            | 349         | 250         |